# Haemaphysalis aciculifer
Haemaphysalis aciculifer är en fästingart som beskrevs av Warburton 1913. Haemaphysalis aciculifer ingår i släktet Haemaphysalis och familjen hårda fästingar.
Artens utbredningsområde är Kamerun. Inga underarter finns listade i Catalogue of Life.